# Le Coucher de la mariée
Le coucher de la mariée és un curtmetratge eròtic francès considerat com una de les primeres pel·lícules eròtiques realitzades. La pel·lícula es va projectar per primera vegada a París el novembre de 1896, al cap d'un any de la primera projecció pública d'una pel·lícula projectada. La pel·lícula fou produïda per Eugène Pirou i dirigida per Albert Kirchner sota el pseudònim "Léar".

## Trama
Una parella de nuvis davant del llit de noces després del casament. El marit s'enfonsa davant de la seva nova esposa, que fa flaixos. Ella li demana que es retiri mentre es despulla i ell posa una pantalla plegable entre ells. Es treu una per una les nombroses capes de roba que porta: una jaqueta, un vestit, faldilles baixes, una brusa. El marit no es queda al lloc, de vegades fregant la part davantera, de vegades llegint un diari, de vegades amb mirades lascives per sobre de la pantalla plegable. Els actors llancen nombroses mirades cap a la càmera.

## Història de la pel·lícula
S'ha estimat que la pel·lícula original dura aproximadament set minuts, però s'havia degradat a un estat deficient al Centre national du cinéma et de l'image animée fins que es va trobar el 1996. Només han sobreviscut dos minuts de la pel·lícula, que inclou la seqüència del despullament.
La pel·lícula es va rodar en un plató de teatre i va comptar amb l'actriu Louise Willy que realitza el striptease. És l'adaptació directa d’un espectacle de teatre amb el mateix nom i el mateix elenc. L'espectacle va ser molt popular en aquell moment, a Olympia (París). Era una pantomima, força arriscada, però encara no explícita, ja que l'actriu no estava completament nua. Tanmateix, com que només han sobreviscut dos minuts dels set minuts originals, és impossible veure més que l'estriptís.